# دانشگاه واشینگتن
دانشگاه واشینگتن (به انگلیسی: University of Washington) یک دانشگاه تحقیقاتی دولتی در سیاتل واقع در ایالت واشینگتن آمریکا است که در سال ۱۸۶۱ میلادی بنیان‌نهاده شده‌است. این دانشگاه اکنون یک دانشگاه بزرگ در شمال‌غربی آمریکا به‌شمار می‌آید. این دانشگاه به‌‌جز سیاتل که به‌عنوان مرکز دانشگاه شناخته می‌شود در شهرهای تاکوما و باثل نیز شعبه دارد.

## رتبه‌بندی
دانشگاه واشینگتن دارای رشته‌های متنوعی است. طبق رتبه‌بندی یواس نیوز اند ورلد ریپورت، دانشکده‌های کامپیوتر و زیست‌پزشکی این دانشگاه در میان پنجاه دانشگاه برتر آمریکا می‌باشند.
در رتبه‌بندی دانشگاهی کیواس در سال ۲۰۲۴، دانشگاه واشینگتن در رده ۶۳ دنیا قرار گرفته‌است. همچنین در رتبه‌بندی تایمز هایر اجوکیشن در سال ۲۰۲۴، این دانشگاه رتبه ۲۵ را در بین دانشگاه‌های جهان از آن خود کرده‌ است.

## دانشکده‌ها
دانشکده‌های دانشگاه واشینگتن عبارتند از:
- دانشکده علوم و هنر
- دانشکده مهندسی
- دانشکده آموزش و تحصیلات
- دانشکده اقیانوس‌شناسی
- دانشکده پزشکی
- دانشکده دندانپزشکی
- دانشکده مطالعات بین‌المللی
- دانشکده سیاست و حکومت
- دانشکده محیط‌‌زیست
- دانشکده بهداشت عمومی
- دانشکده مهندسی و علوم کامپیوتر
- دانشکده آبزیان و علوم شیلات
- دانشکده داروسازی
- دانشکده علوم اجتماعی
- دانشکده حقوق
- دانشکده علوم اطلاعات
- دانشکده مدیریت

## نگارخانه

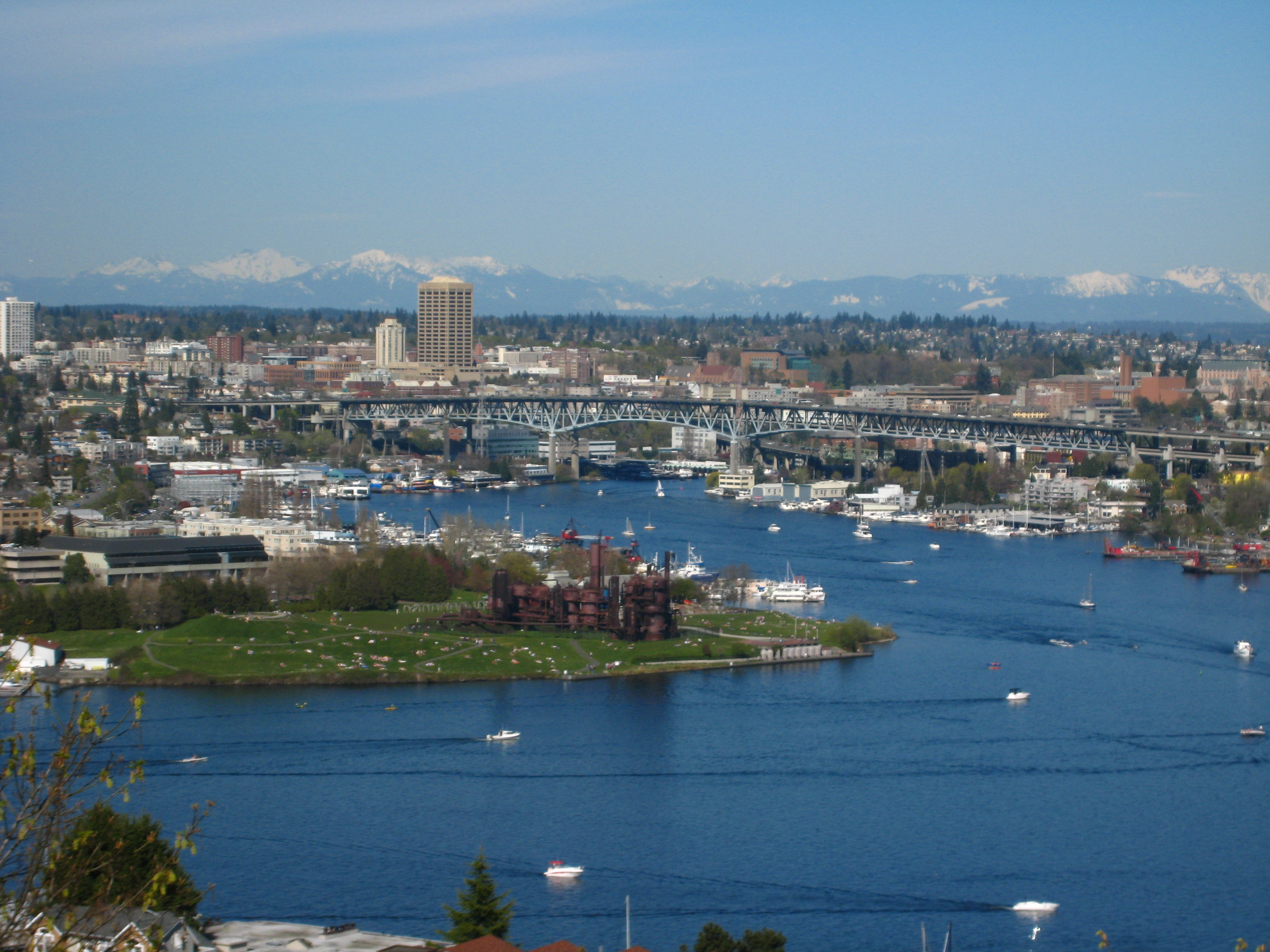
نمایی از محوطه بیرونی دانشگاه
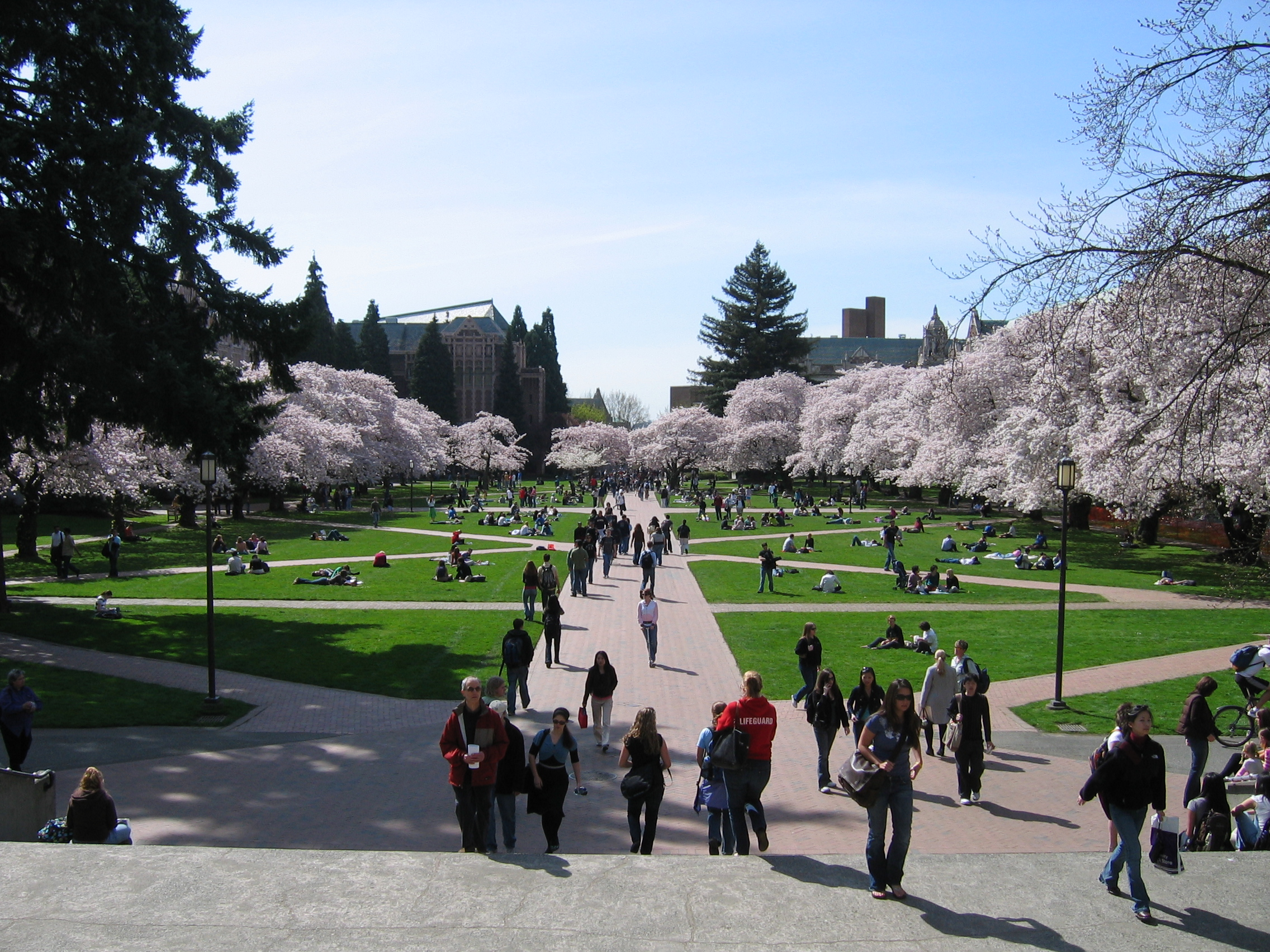
نمایی از محوطهٔ داخلی دانشگاه
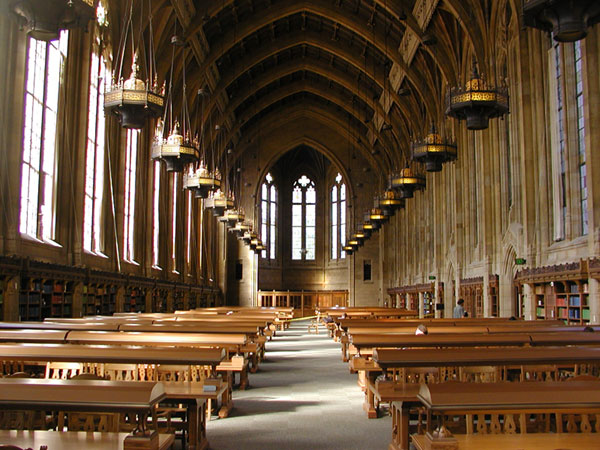
نمایی از کتابخانه دانشگاه واشینگتن